# Torre d'en Gelmar
La Torre d'en Gelmar, o Torre de Can Gelmà o Jalmar, és una torre de defensa del municipi de Fogars de la Selva (Selva) declarada Bé Cultural d'Interès Nacional.

## Descripció
La Torre d'en Gelmar és un conjunt de restes situat dalt un turonet, en una zona emboscada, sobre la vall de la Tordera, just a tocar del traçat actual del ferrocarril Blanes-Maçanet i prop del límit dels termes municipals de Fogars de la Selva (Girona) i Tordera (Barcelona).
L'estructura en ruïnes és quadrangular, amb unes mides de 19 x 19,55 m, i es conserven bàsicament quasi totes les parets el perímetre a l'alçada d'entre 1 i 2 metres. Aquestes parets són gruixudes, d'uns 120 centímetres aproximadament i en el tram occidental presenten una construcció en filades i una interessant espitllera angular. D'altra banda, cal remarcar que hi ha elements interessants de l'antic lloc d'habitatge, com ara el pou interior, les nombroses espitlleres del recinte i el gran tram de tàpia (de cap a 6 metres d'alçada) conservat a la part sud-est.

## Història
La tipologia de les espitlleres de la torre correspon a l'alta edat mitjana a cavall dels segles XII-XIII. Les restes ens parlen d'una casa fortificada. Són d'especial interès algunes parts del mur ja que permeten entendre visualment les construccions medievals fetes amb base de pedra i morter i alçat de tàpia.